# Antiquarium di Milano
L'antiquarium di Milano è un antiquarium situato a Milano in via De Amicis dove sono conservati i resti delle fondazioni dell'anfiteatro romano di Milano unitamente ad un museo che illustra la storia del monumento sulla base delle ultime indagini archeologiche condotte in città.

## Descrizione
Il museo è ospitato in un ex-convento di monache domenicane, fra la chiesa di Santa Maria della Vittoria e l'area archeologica. Antiquarium e parco sono visitabili, con ingresso libero e gratuito, grazie alla collaborazione dei volontari per Il Patrimonio Culturale del Touring Club Italiano. Nel parco sono conservati i resti delle fondazioni dell'anfiteatro romano di Milano.
L'antiquarium è dedicato all'archeologa Alda Levi che prestò la sua attività a Milano dal 1925 al 1939 quando fu esonerata dal servizio a causa delle leggi razziali del 1938 e la cui opera fu presto dimenticata fino ai nostri giorni. Si articola in due sale con materiale in parte proveniente dalla collezione Sambon, esposta in precedenza presso il Museo teatrale alla Scala.

## Immagini significative dell'Antiquarium

### Materiali esposti nel Museo

#### Prima sala espositiva (epoca romana)
Questa sala illustra principalmente, attraverso i materiali rinvenuti da recenti scavi archeologici dell'area sud-occidentale della città romana, la storia, la vita quotidiana e gli oggetti utilizzati dalla popolazione del periodo (compresa una piccola esposizione di epoca medioevale).

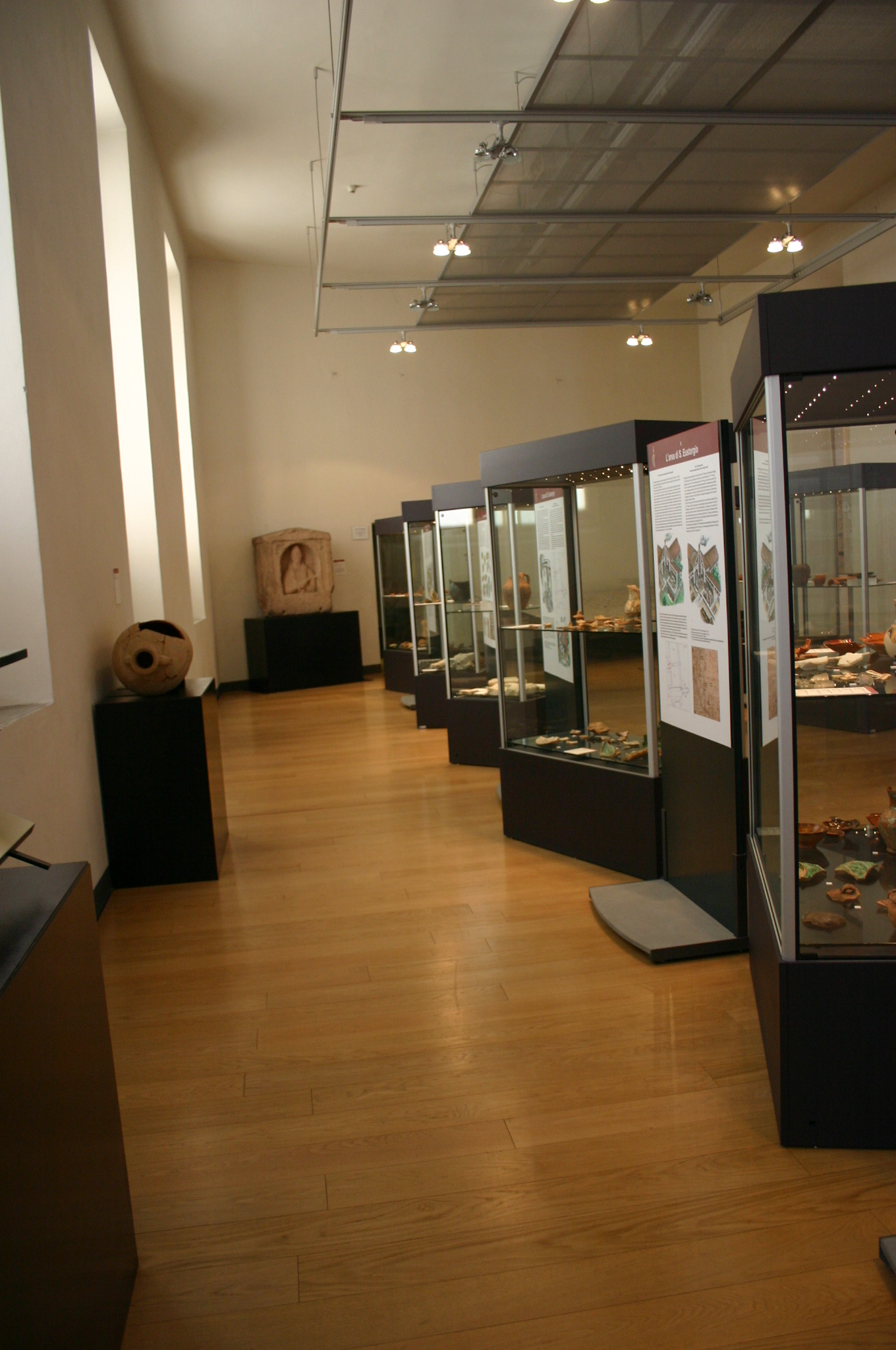
La prima sala espositiva
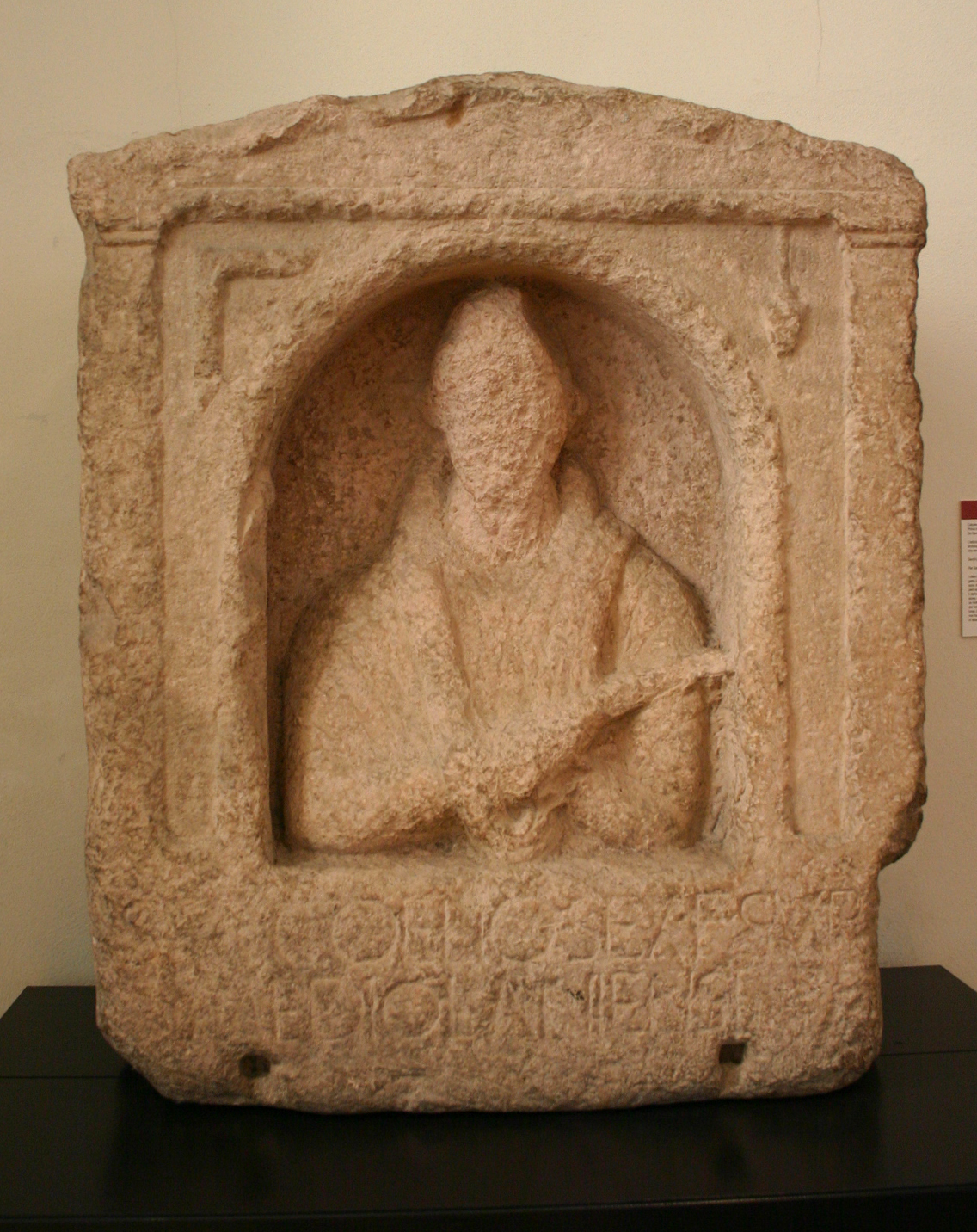
Stele di un certo Sextus Coelius Surus
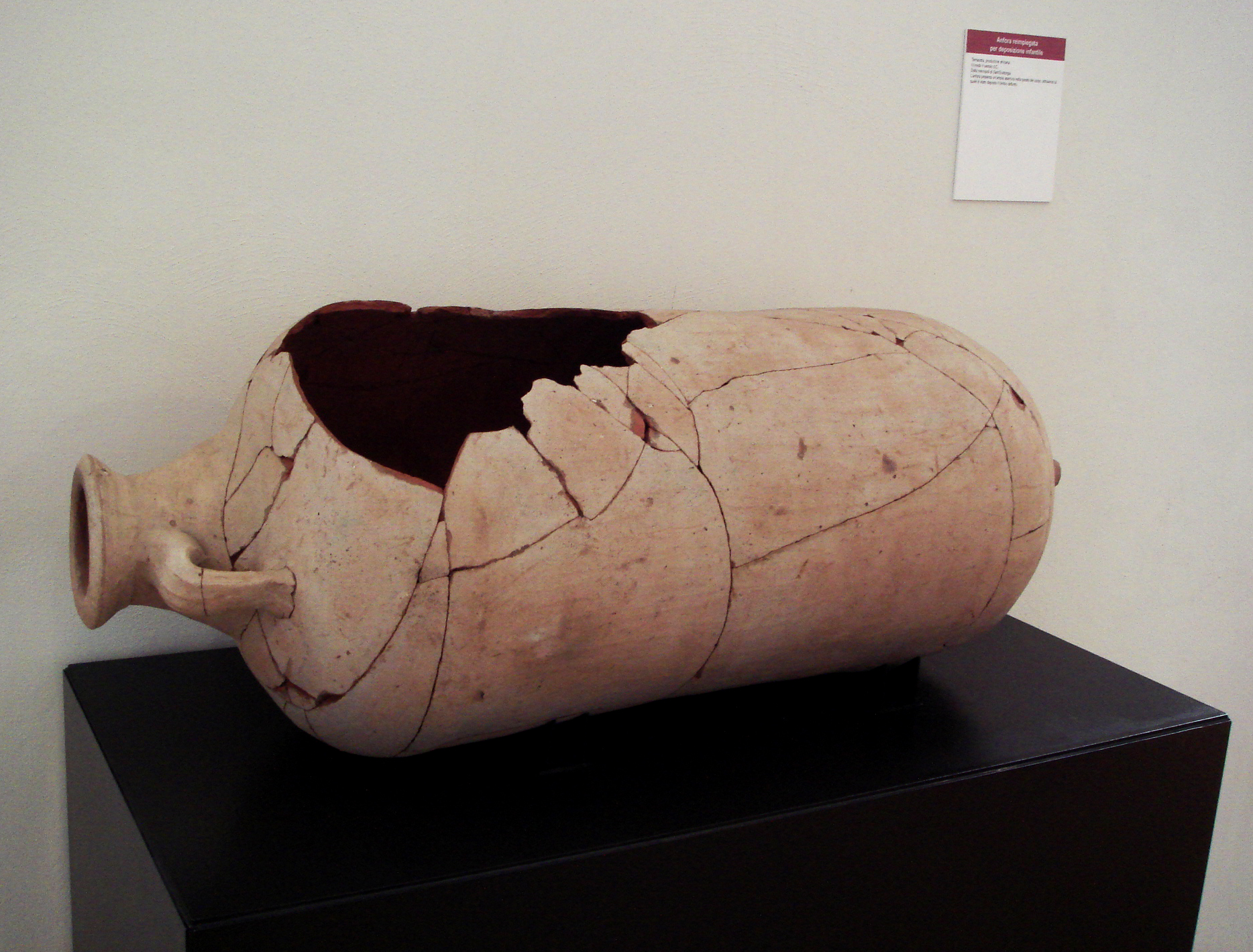
Anfora riusata come bara
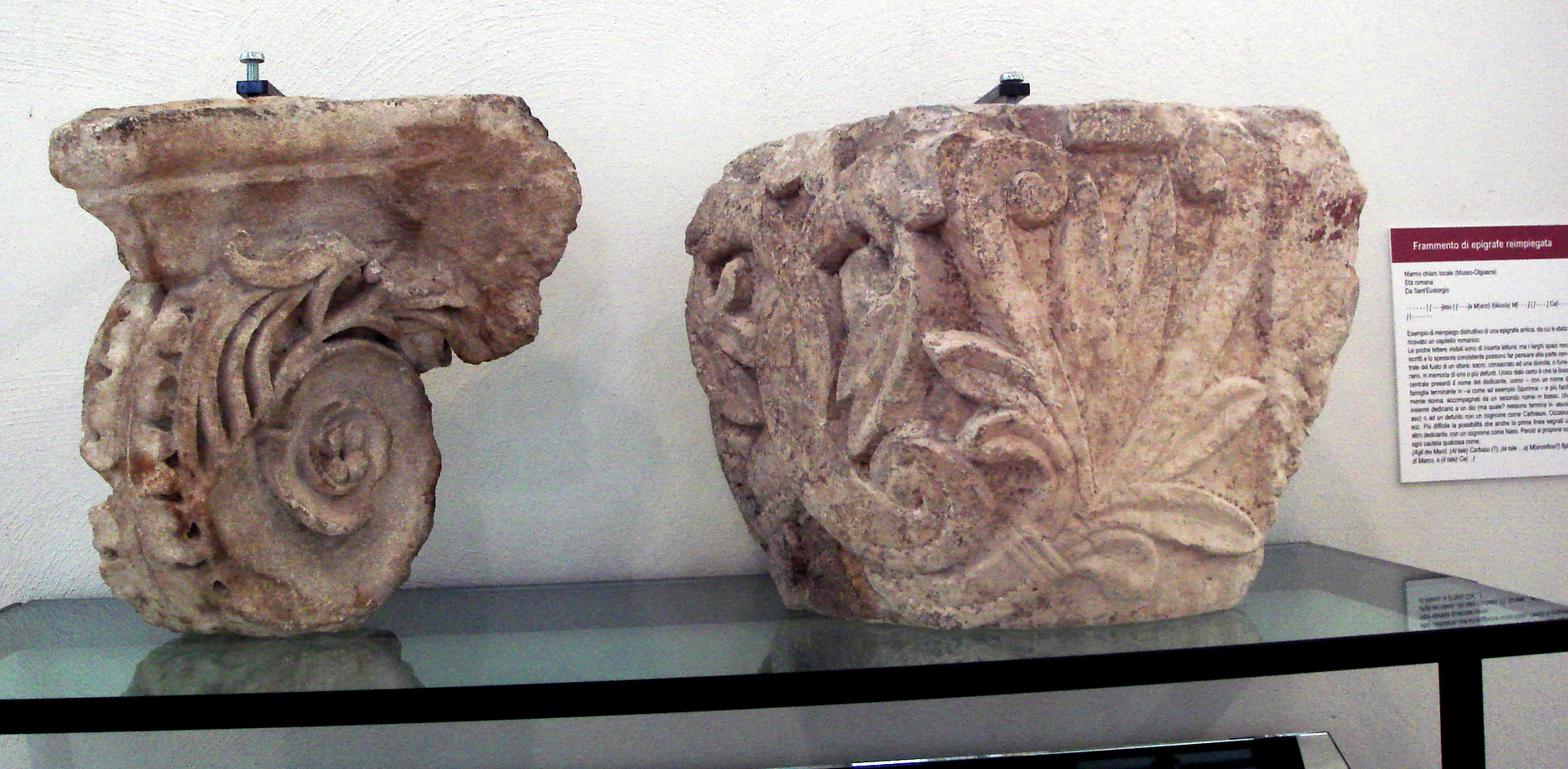
Capitelli romani
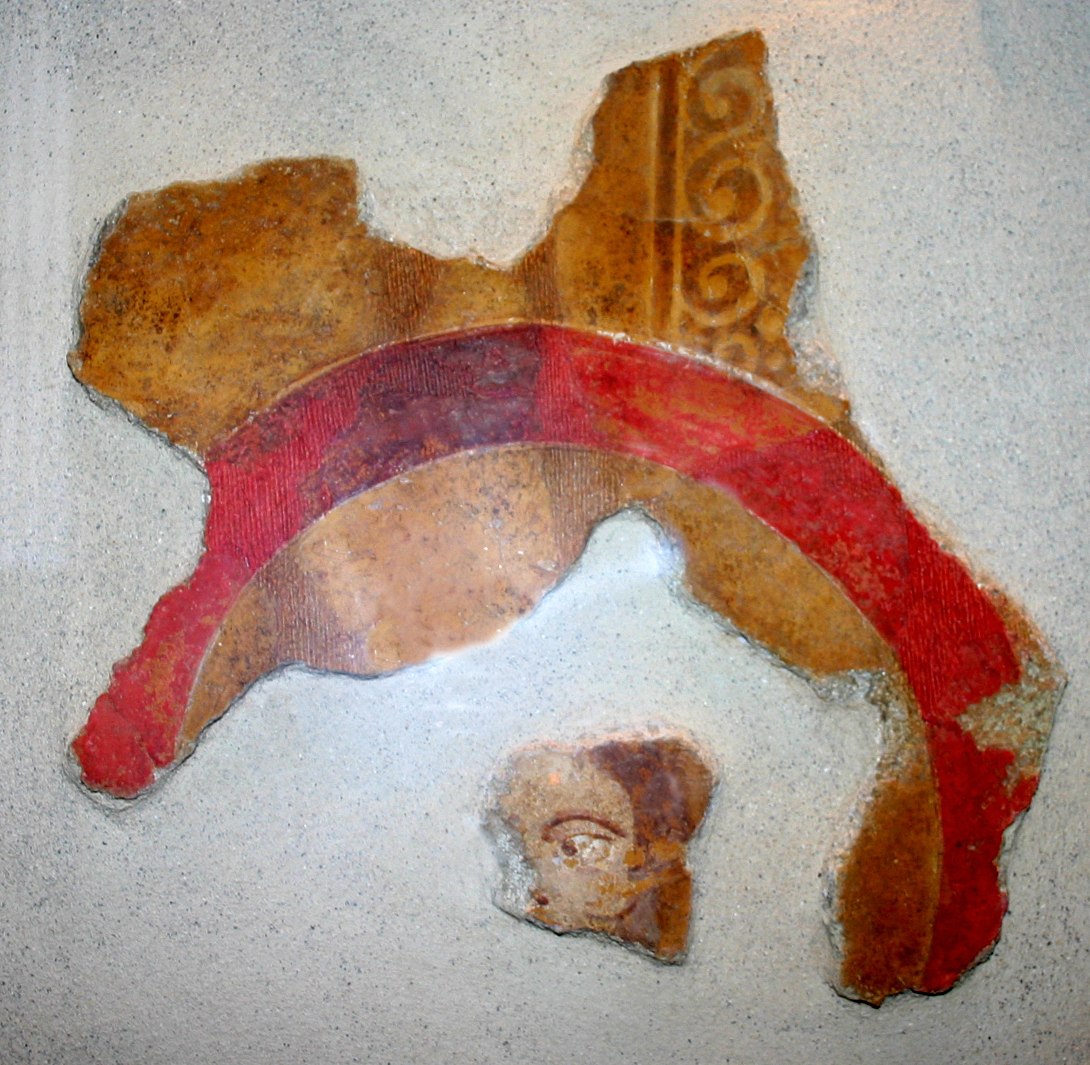
Affresco romano
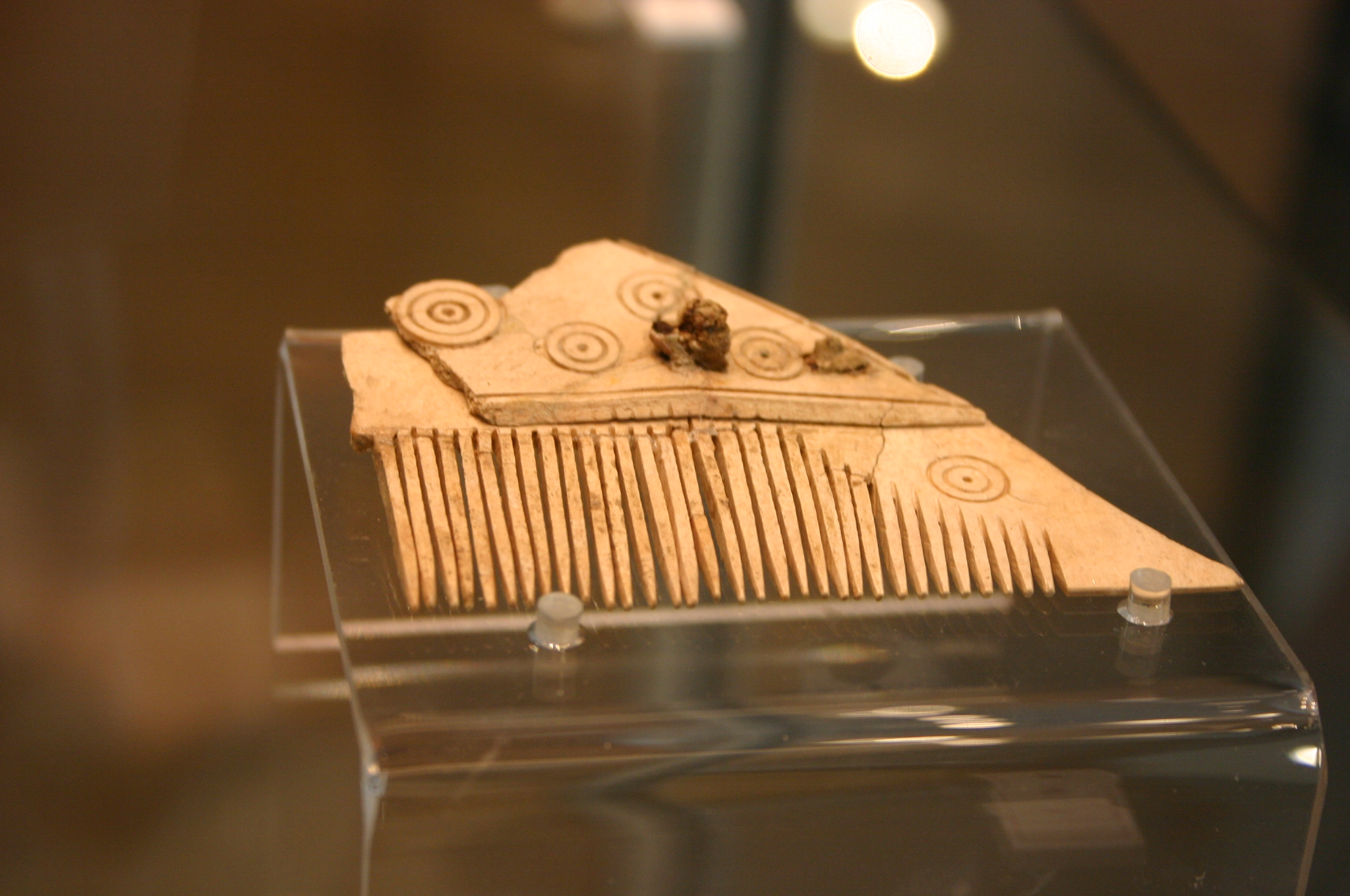
Pettine in osso
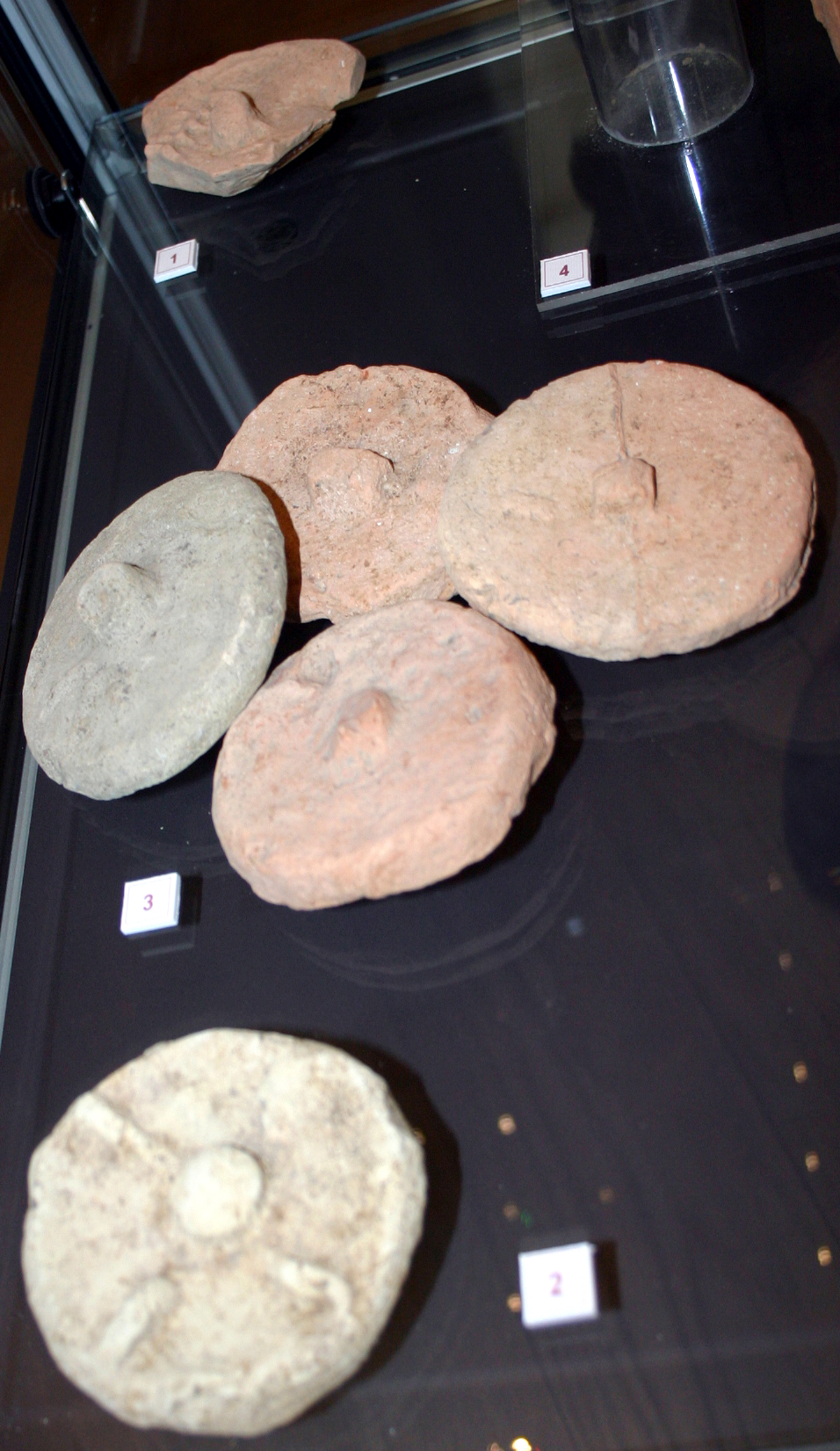
Tappi romani in terracotta
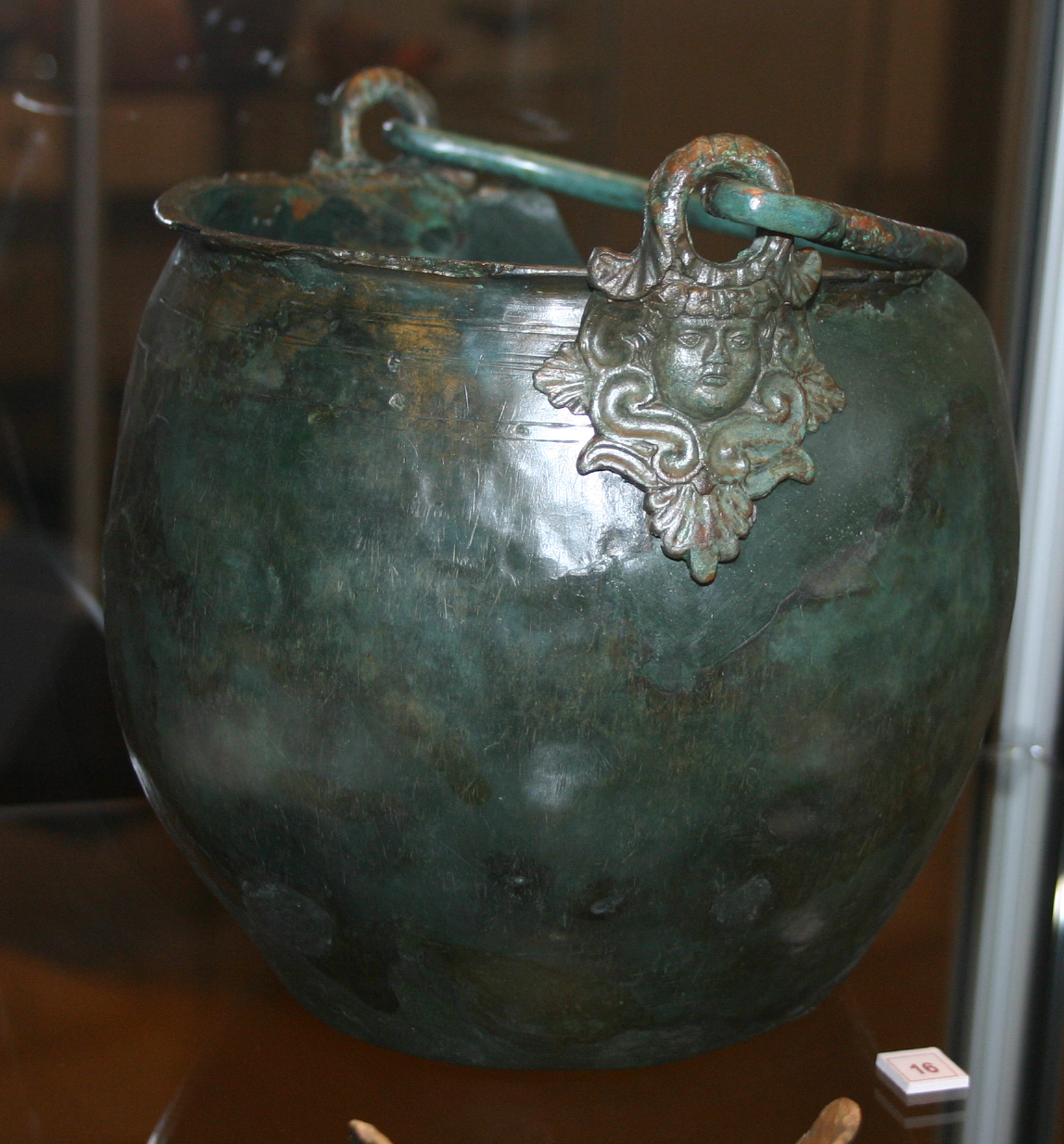
Paiolo romano

#### Prima sala espositiva (ceramiche medievali)

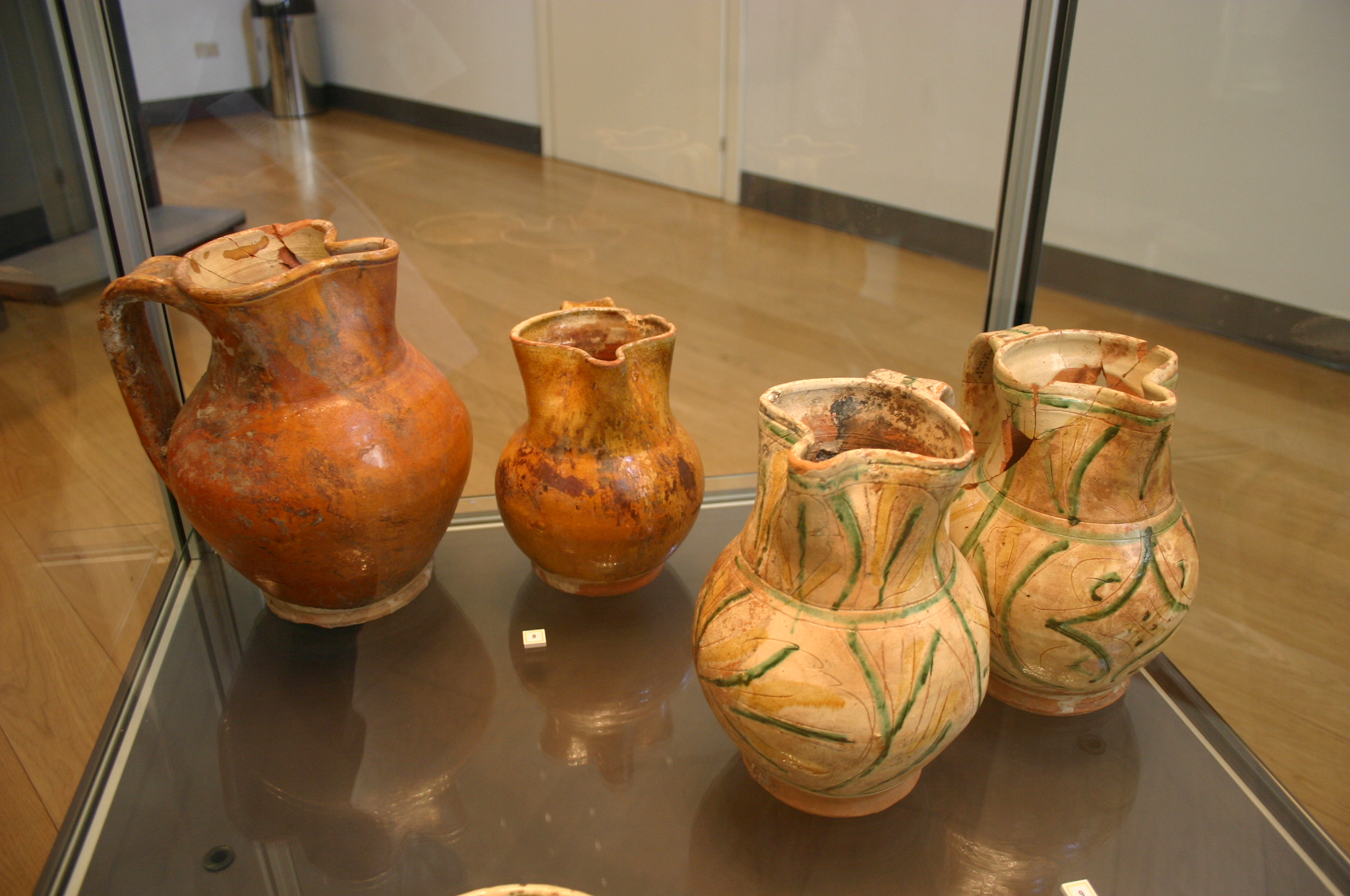
Boccali del sec. XV/XVI
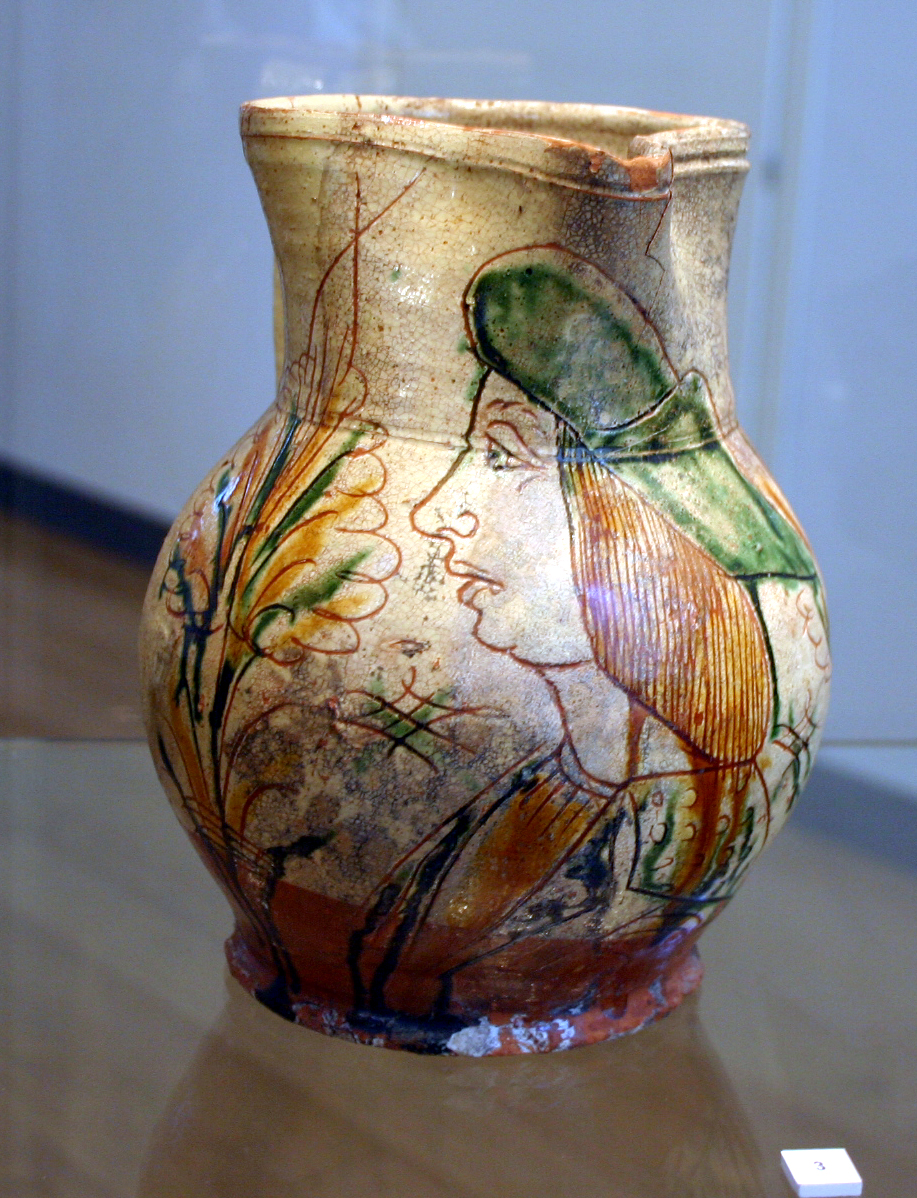
Boccale graffito del sec. XV/XVI
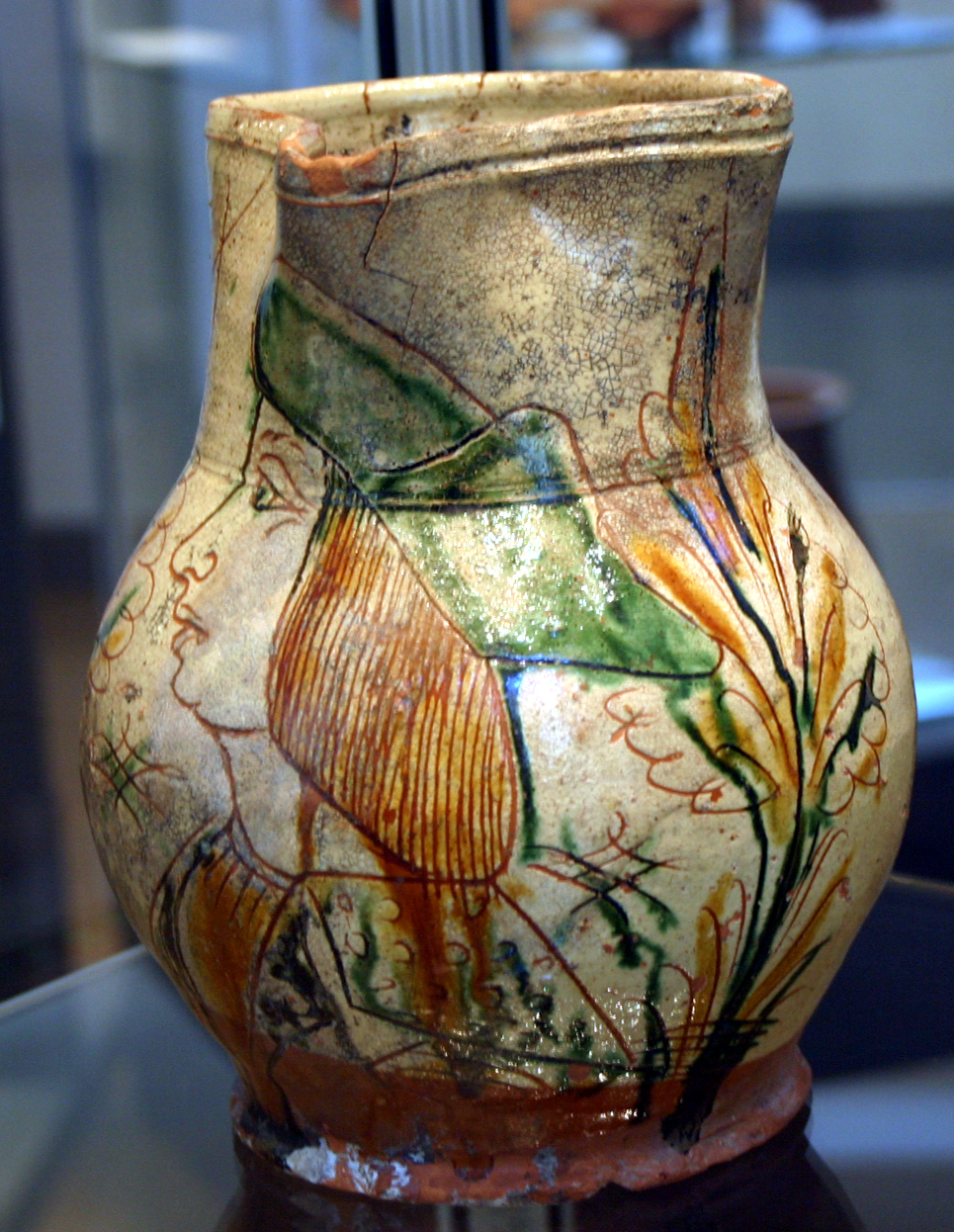
Boccale graffito del sec. XV/XVI
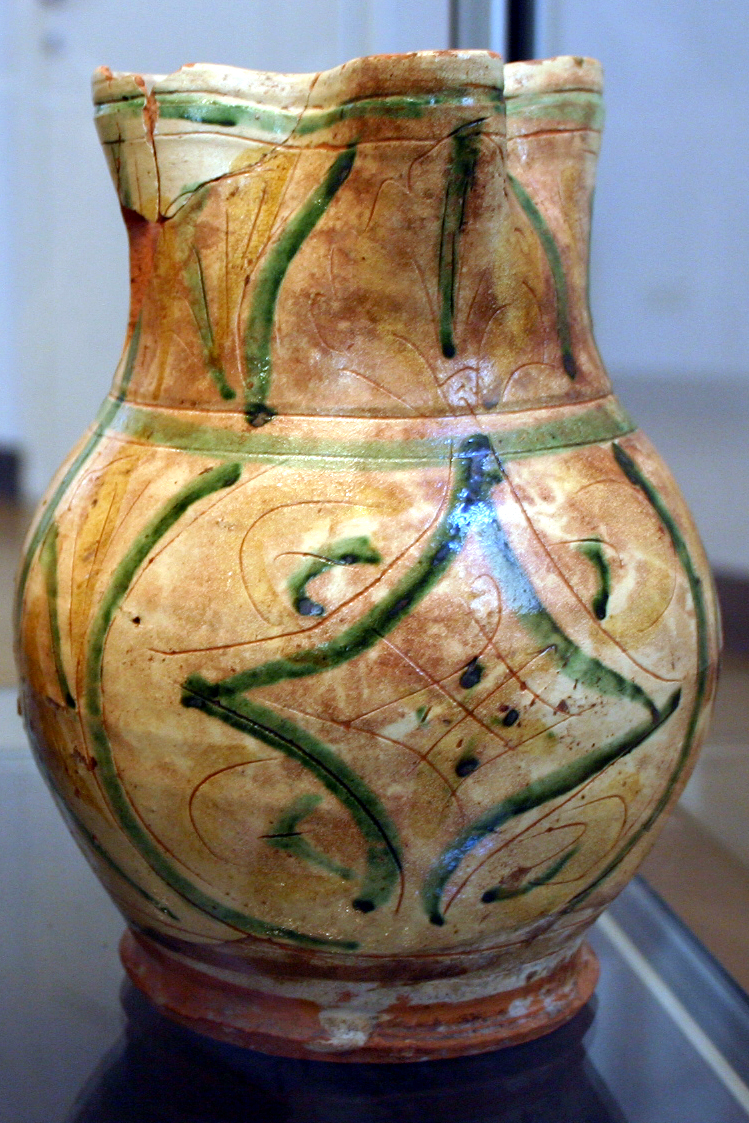
Boccale del sec. XV/XVI

#### Seconda sala espositiva (epoca romana)
Questa sala illustra principalmente come avvenivano gli spettacoli gladiatorii nel vicino anfiteatro romano con ricostruzioni e materiali rinvenuti da recenti scavi archeologici.

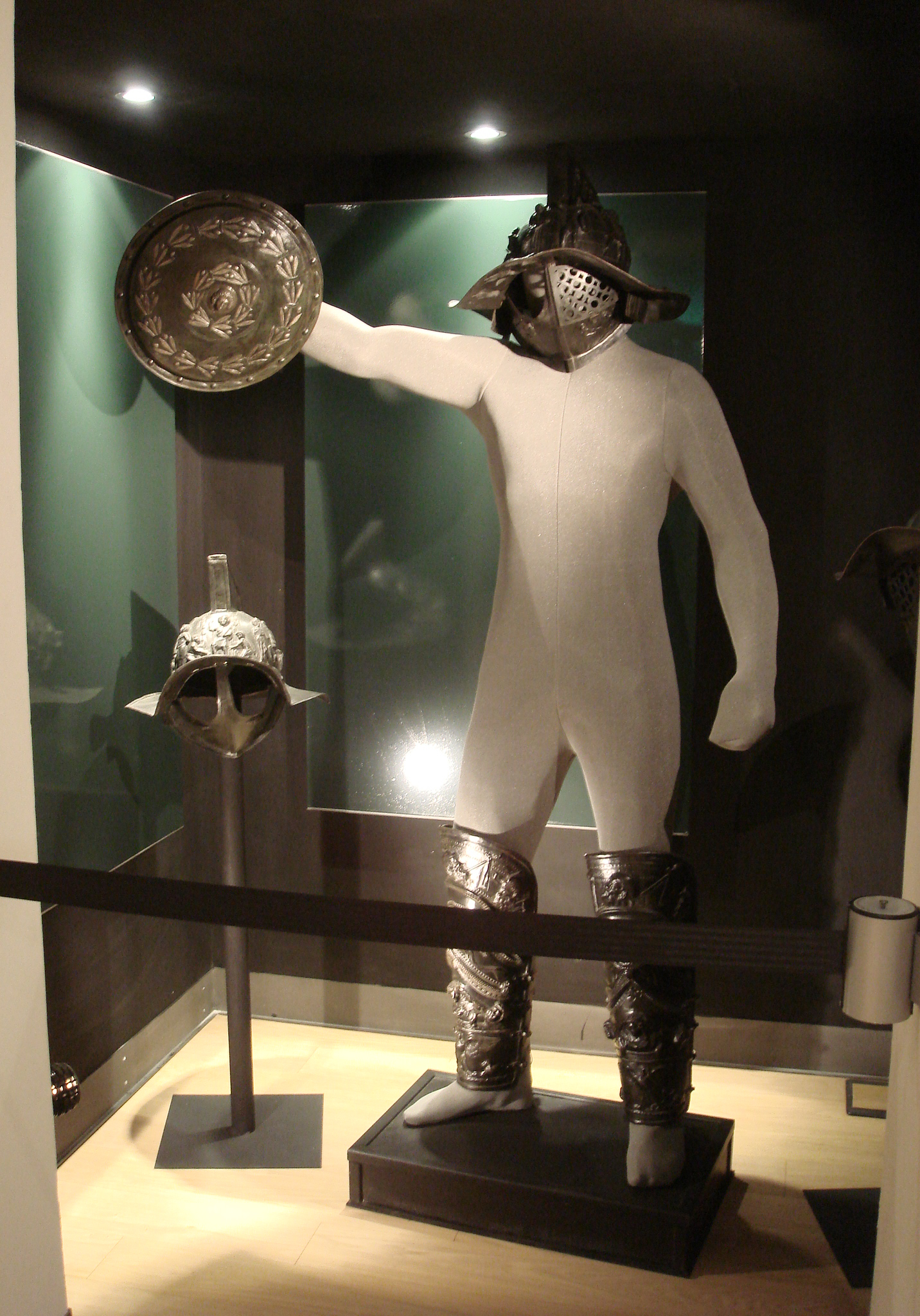
Copia moderna di armatura di gladiatore
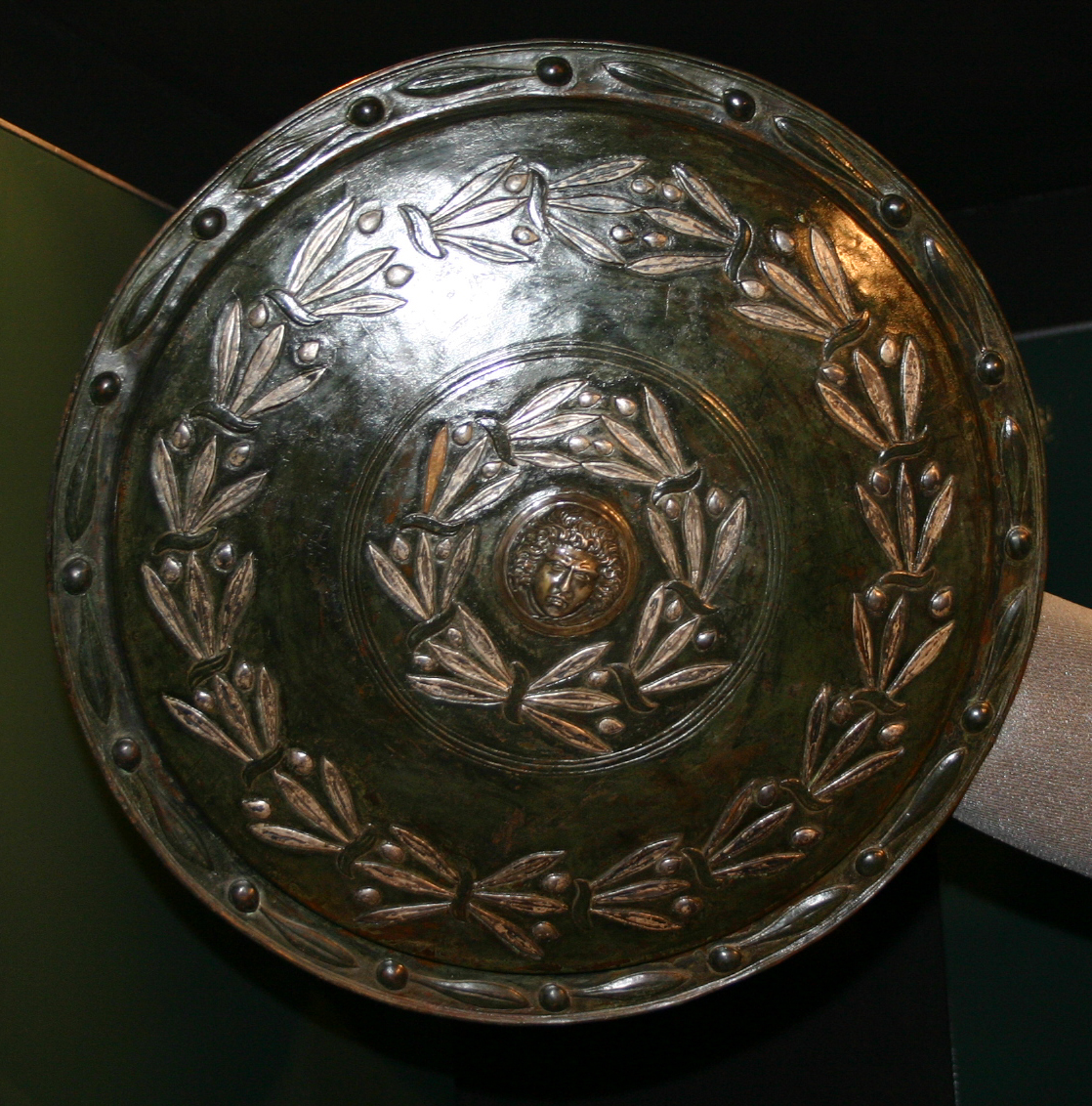
Replica moderna di uno scudo gladiatorio
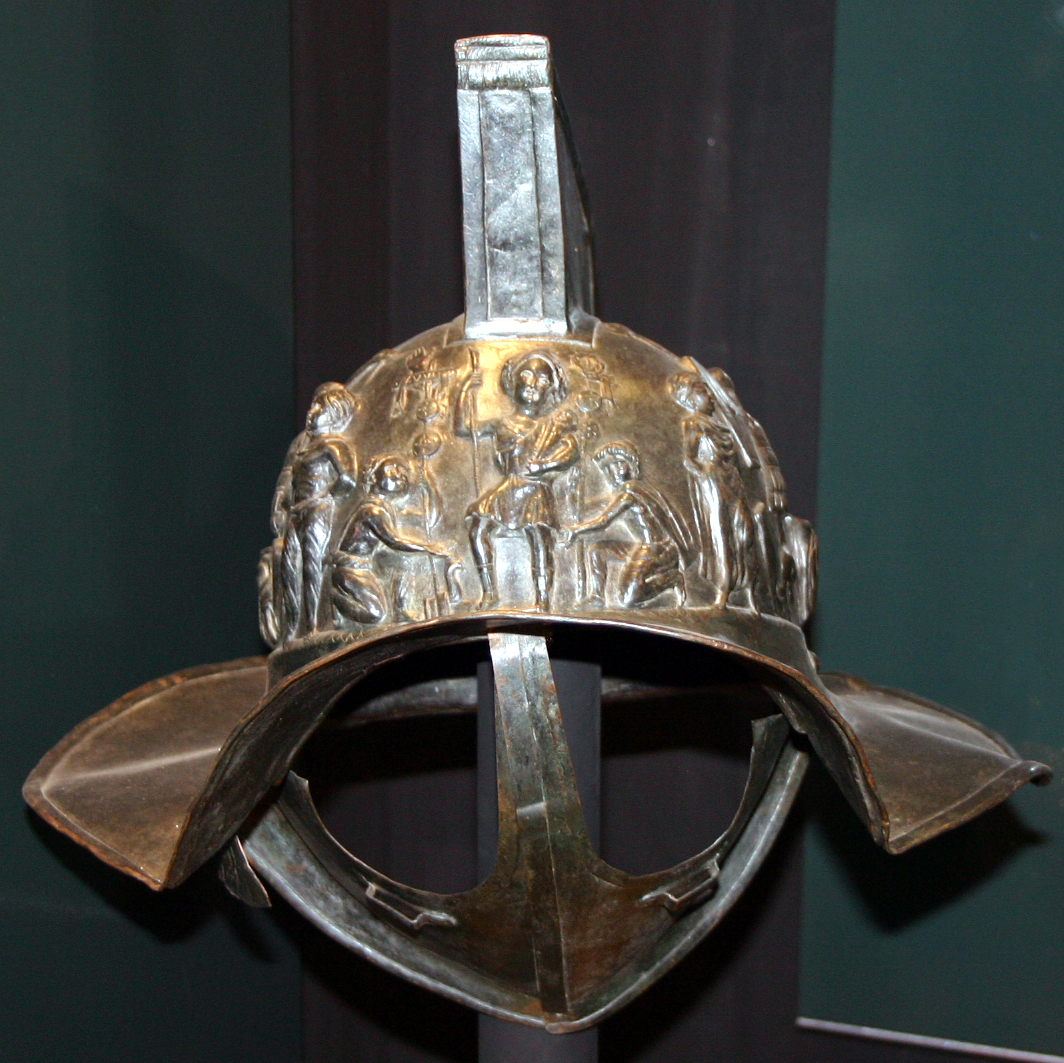
Replica moderna di un elmo gladiatorio
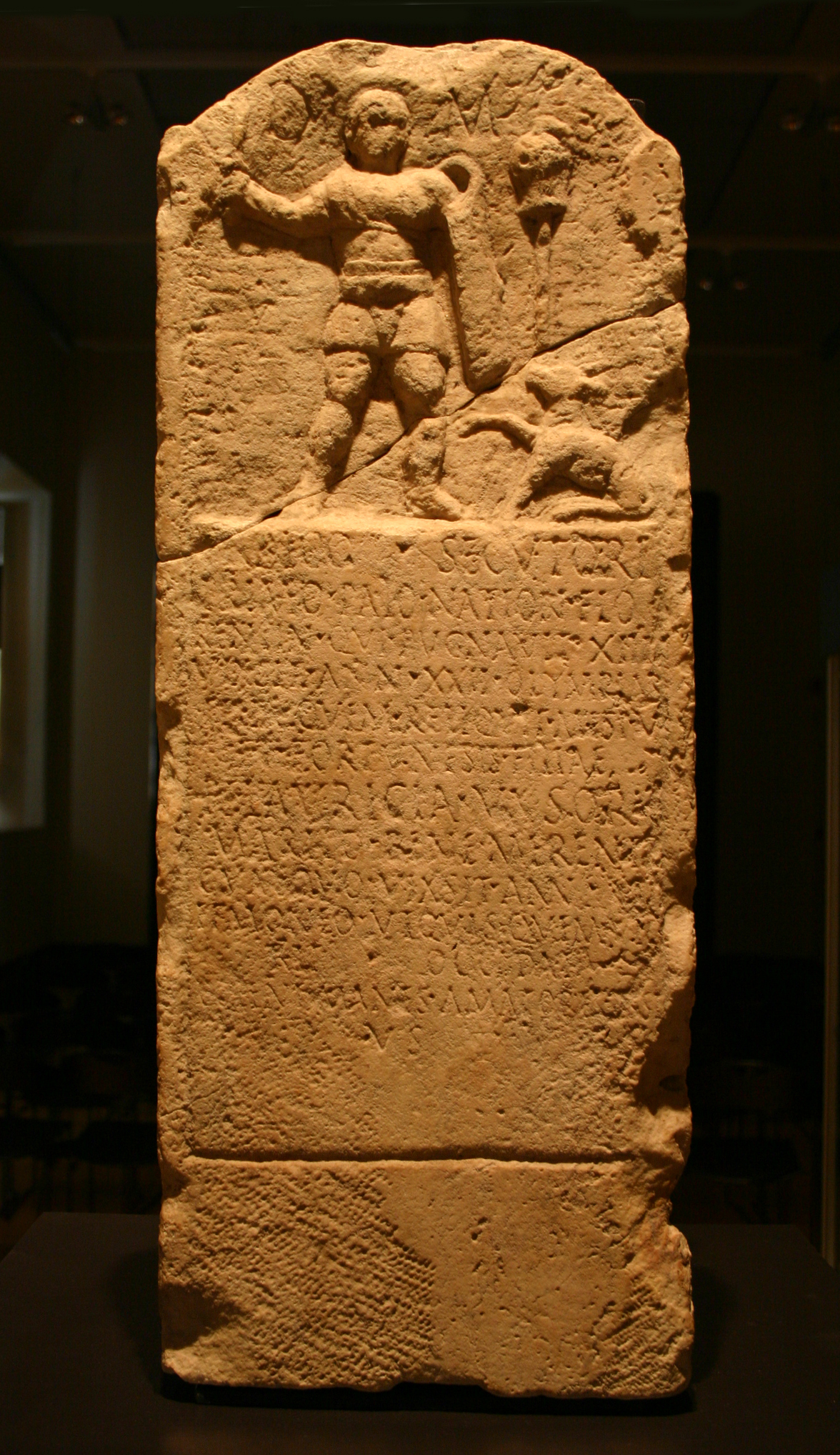
La stele del gladiatore Urbico

### L'anfiteatro romano di Milano

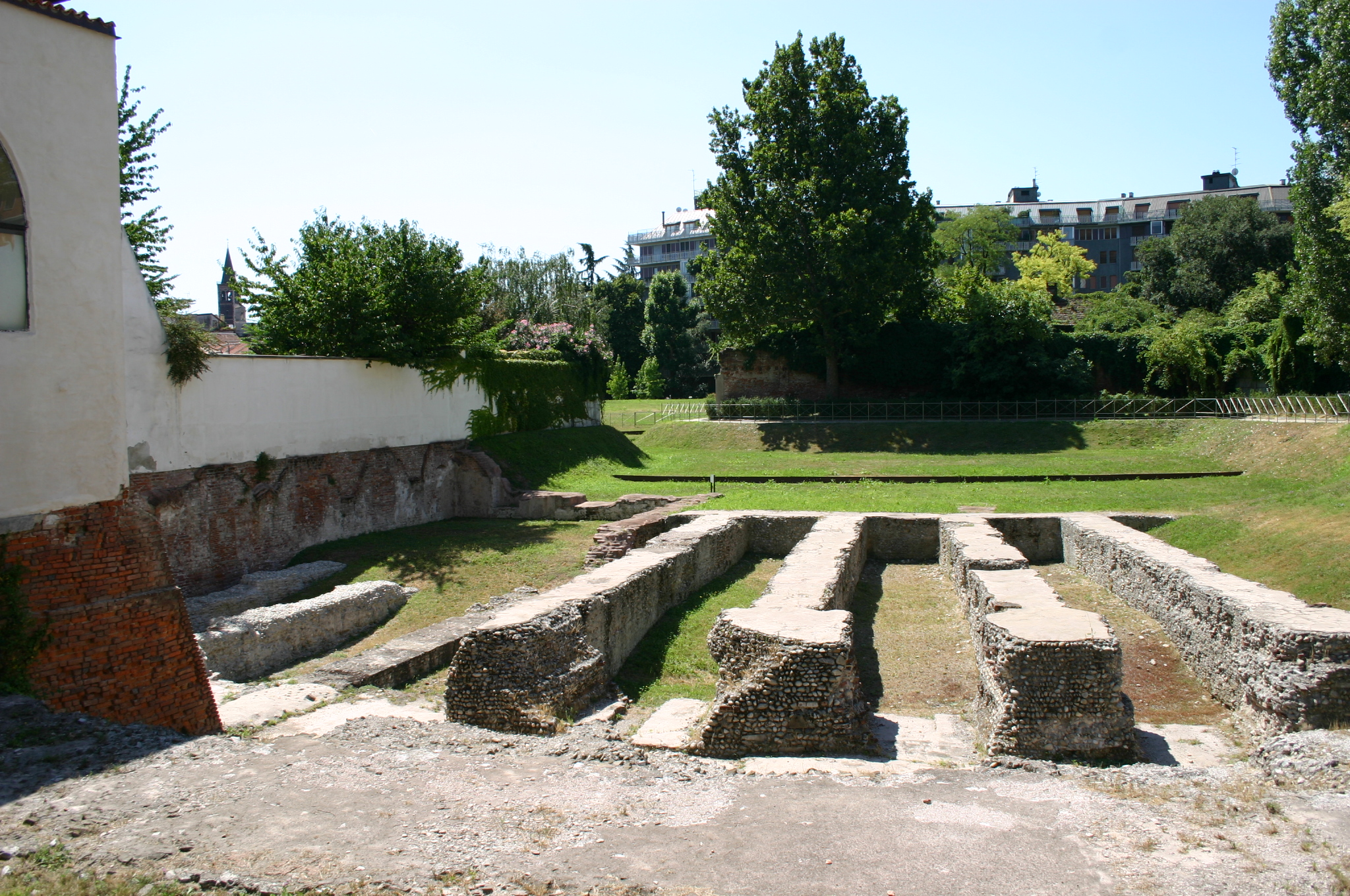
I ruderi
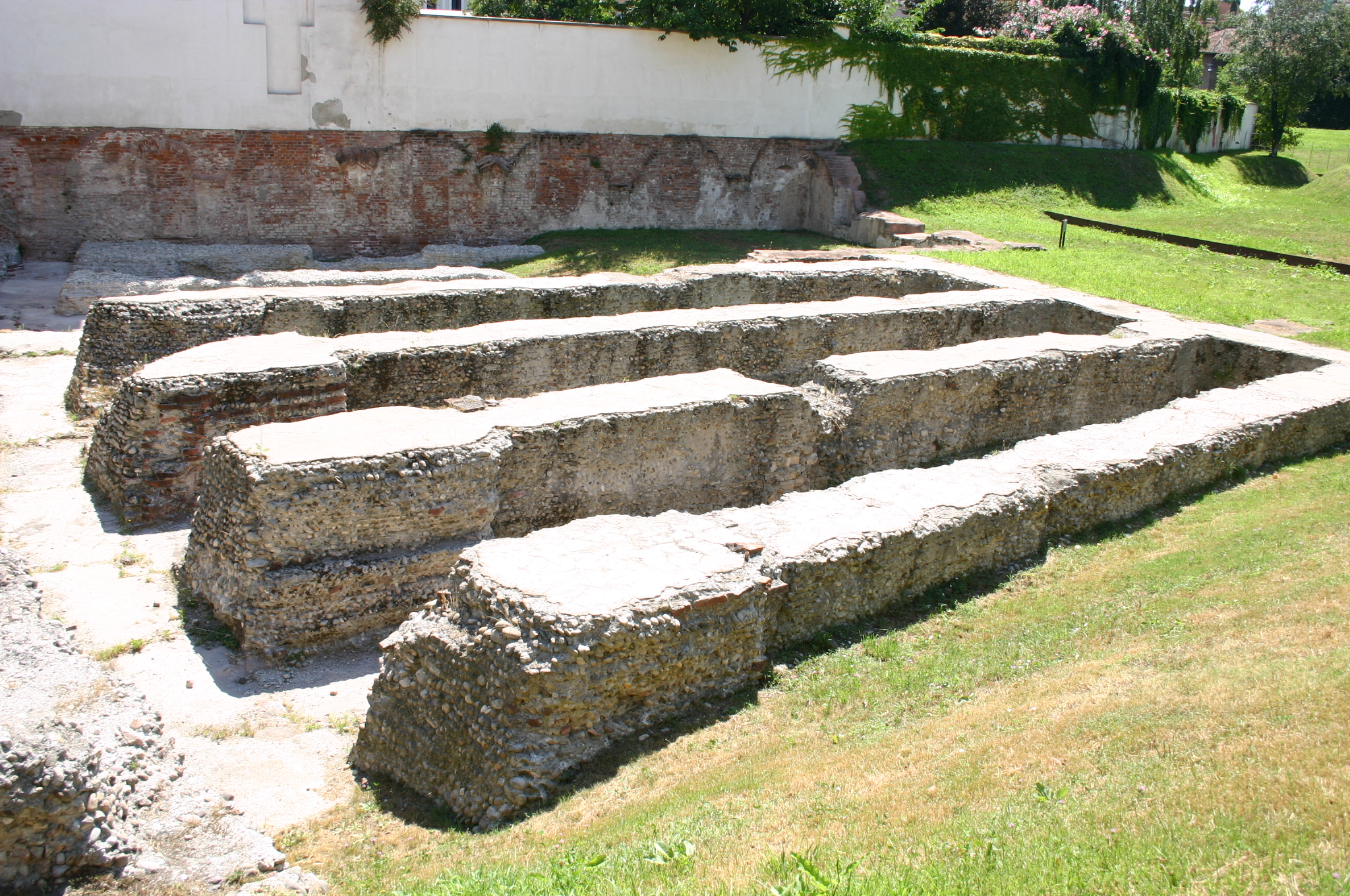
I ruderi
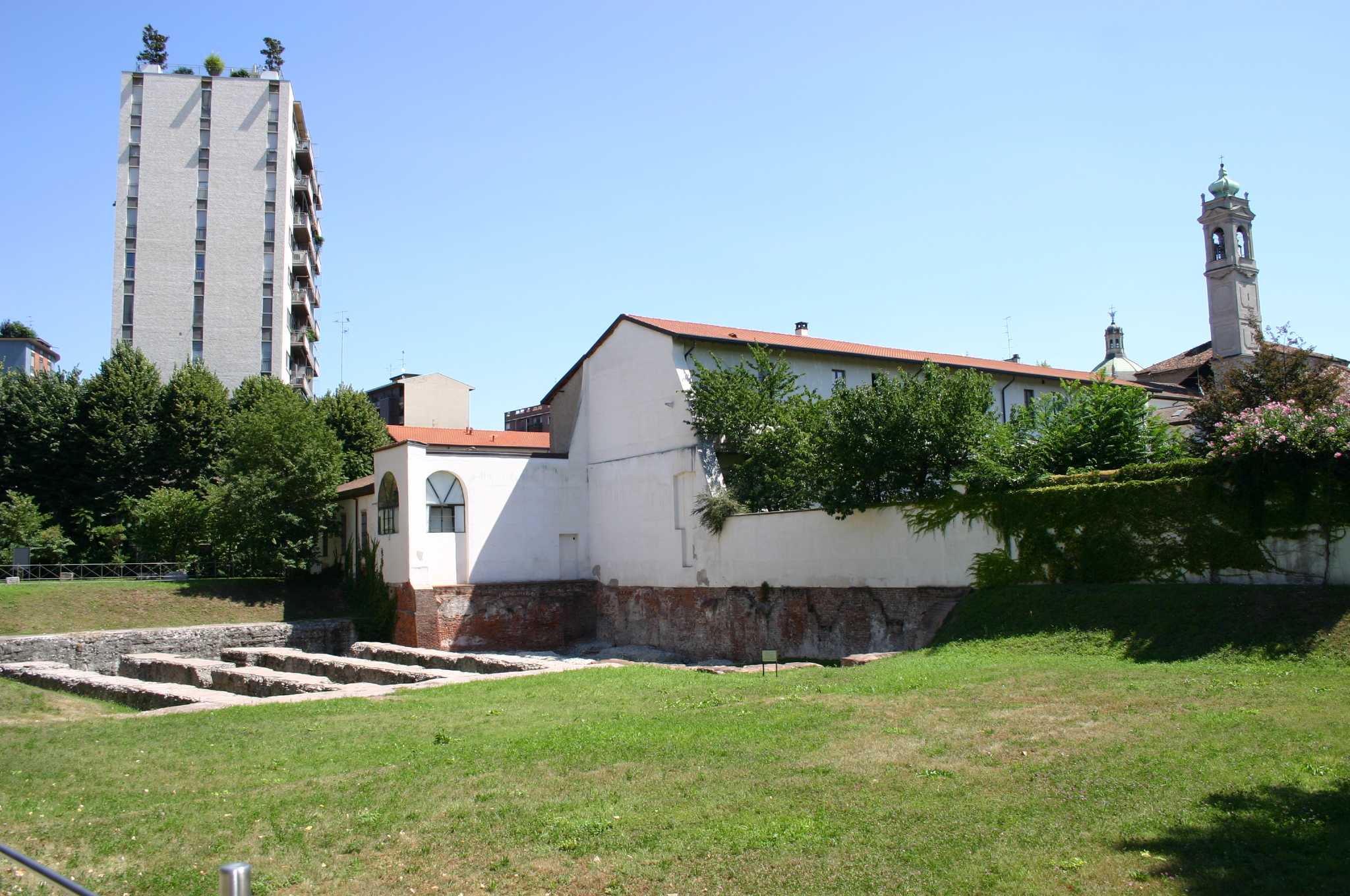
I ruderi
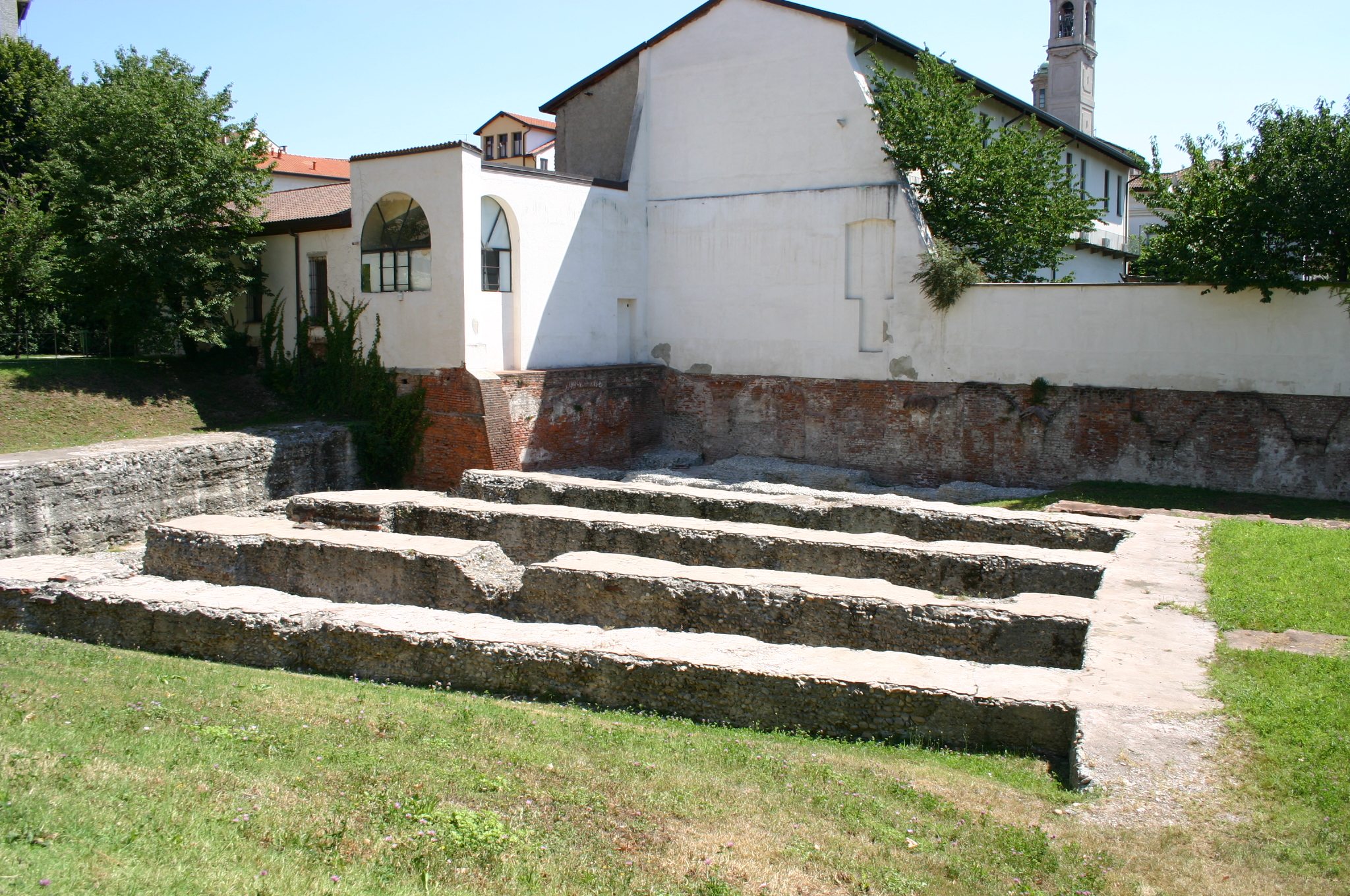
I ruderi

### Il parco dell'anfiteatro romano
Il parco archeologico si estende nel 2010 a circa 11.000 m², che nei prossimi anni si pensa di estendere fino alle vie Collodi e Conca del Naviglio. Nel parco sono inoltre previsti: il restauro di un edificio lungo la via Conca del Naviglio, una biblioteca e locali destinati alla didattica soprattutto per le scuole e allo studio dei reperti.

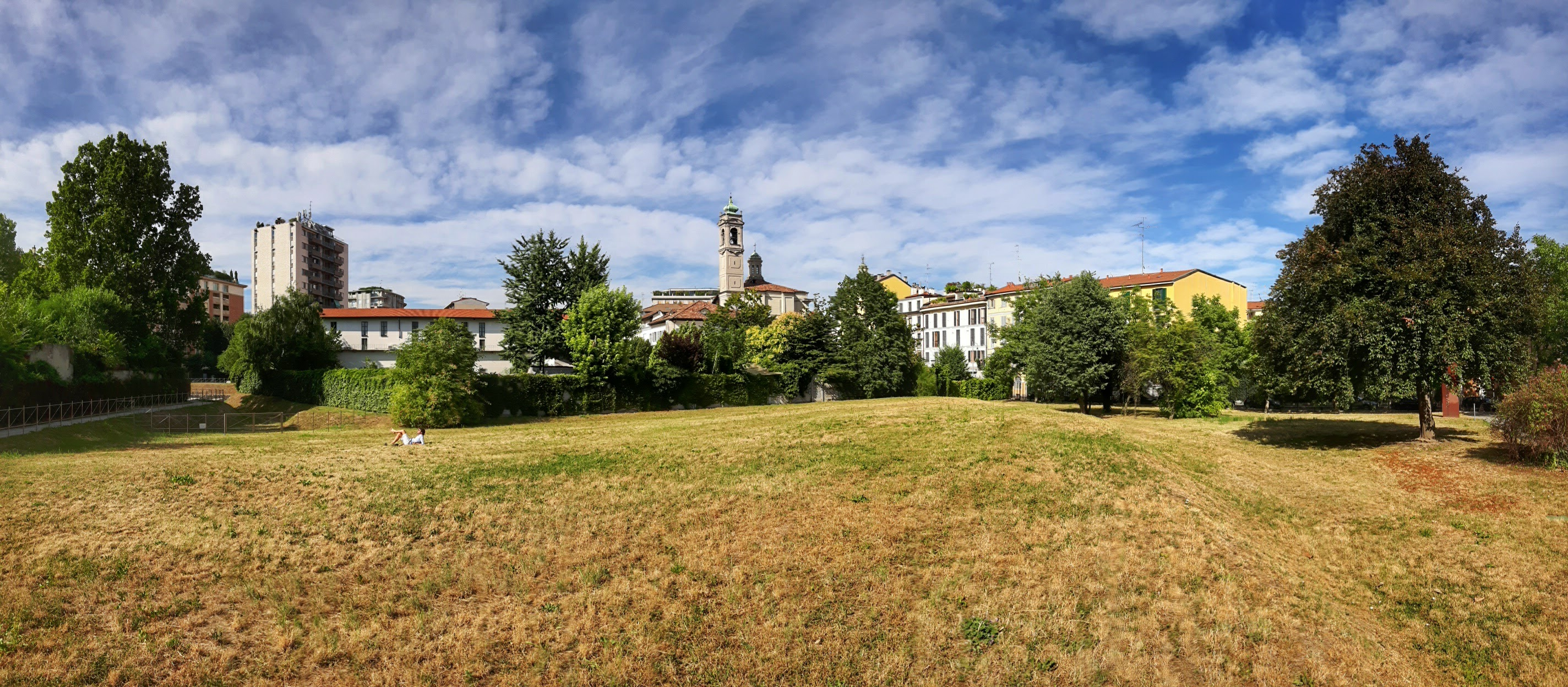
Il parco
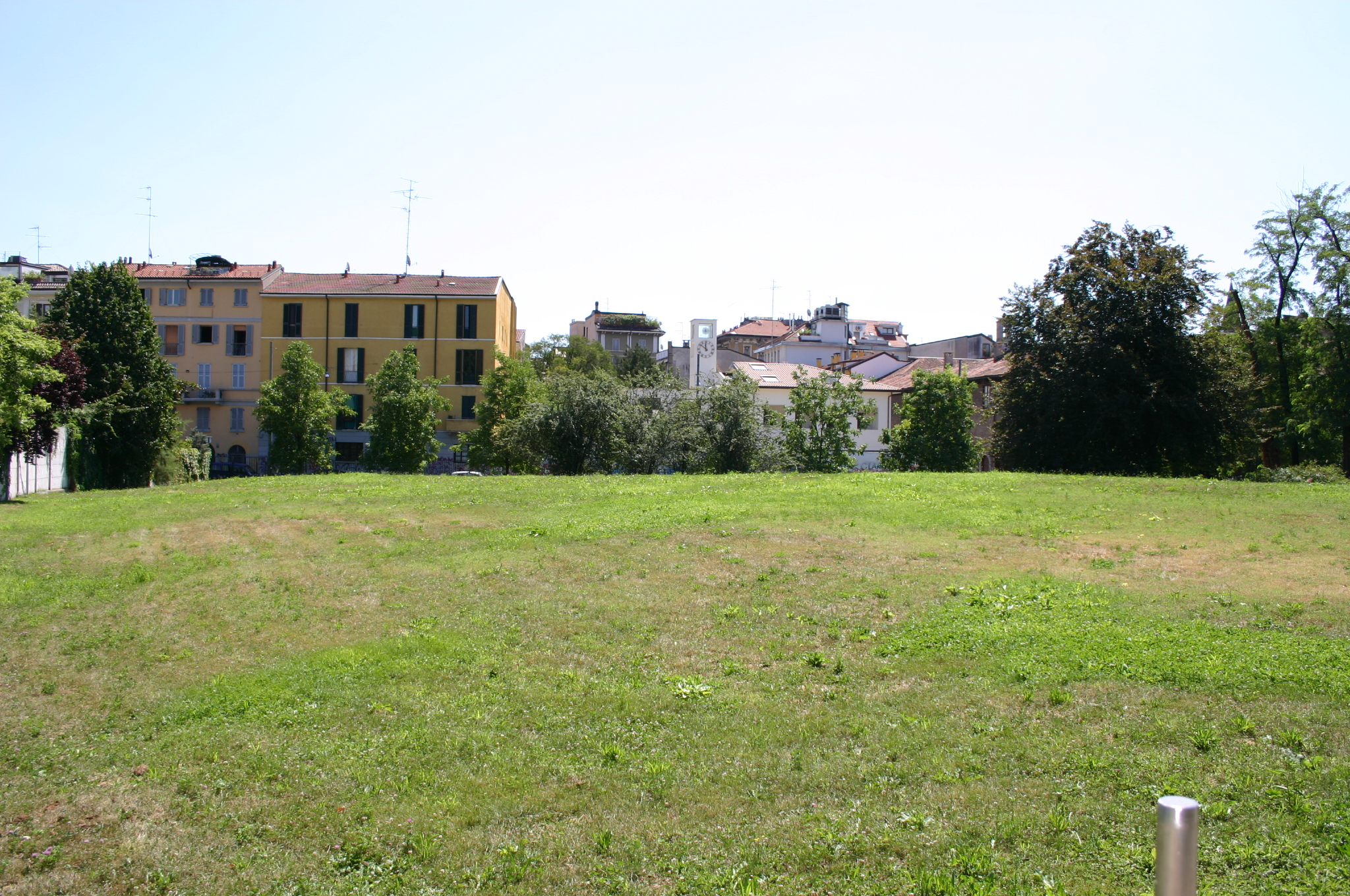
Il parco
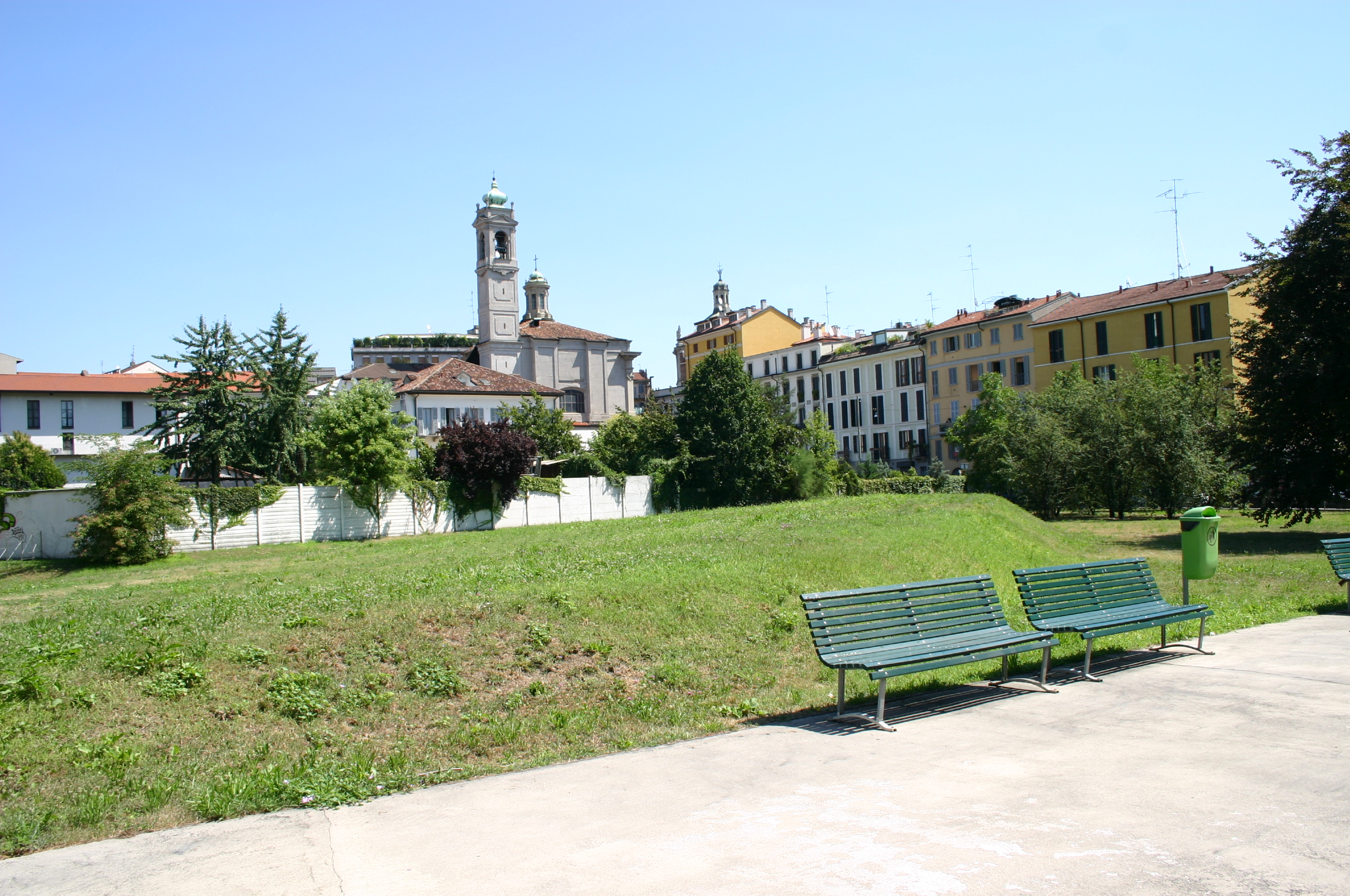
Il parco
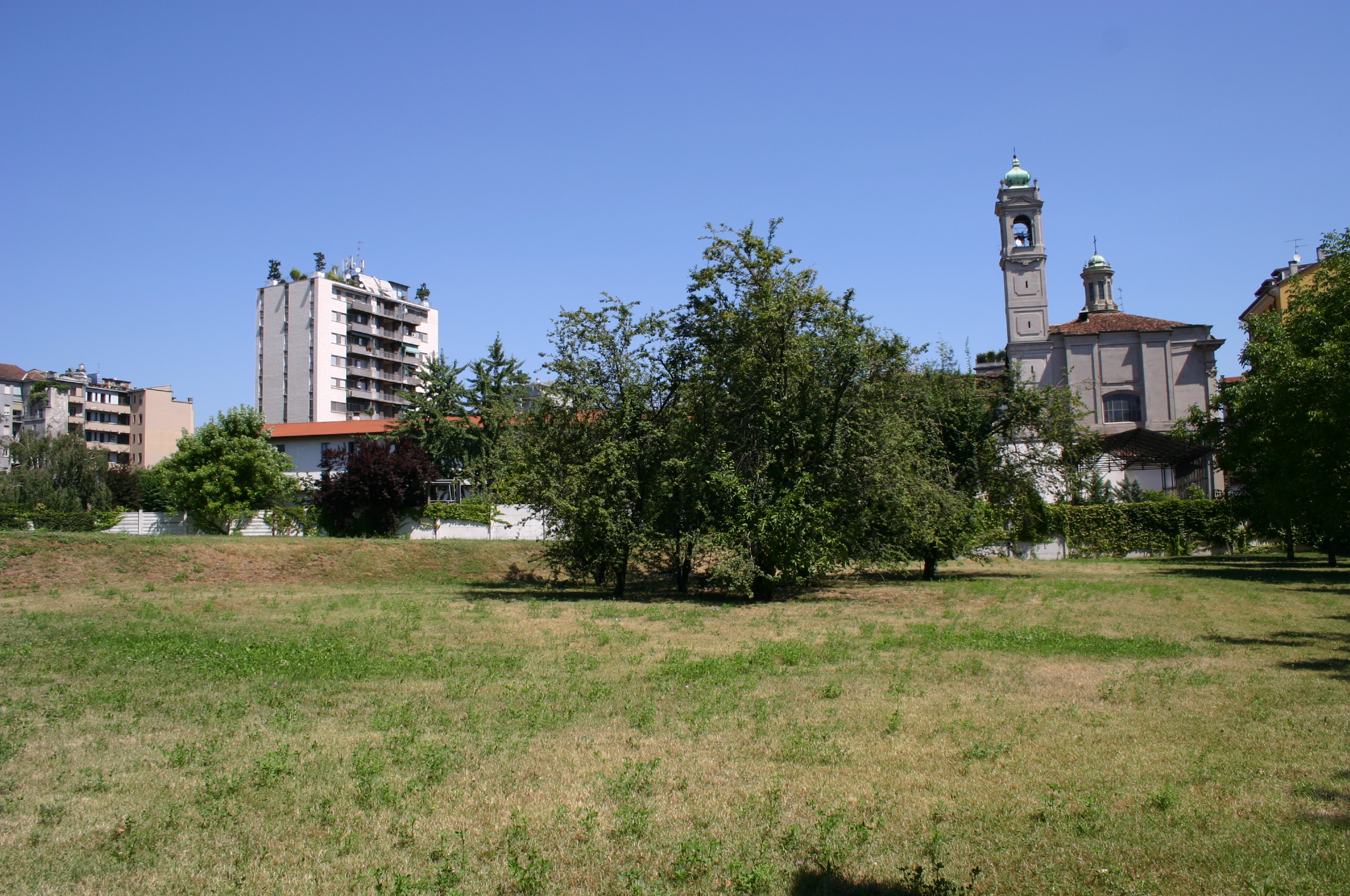
Il parco

### L'ex-convento delle monache domenicane
Dell'ex-convento di monache domenicane si conservano (restaurati) un piccolo chiostro all'ingresso e due lati del chiostro maggiore.

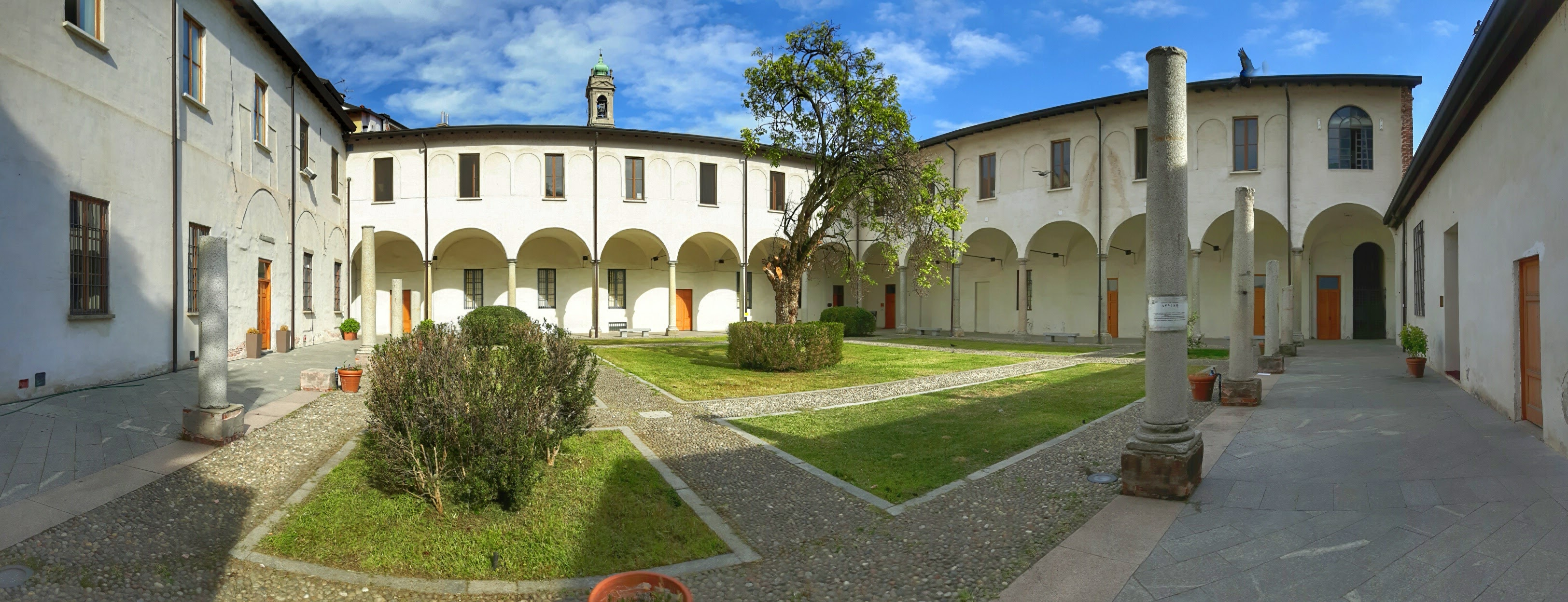
Il chiostro maggiore
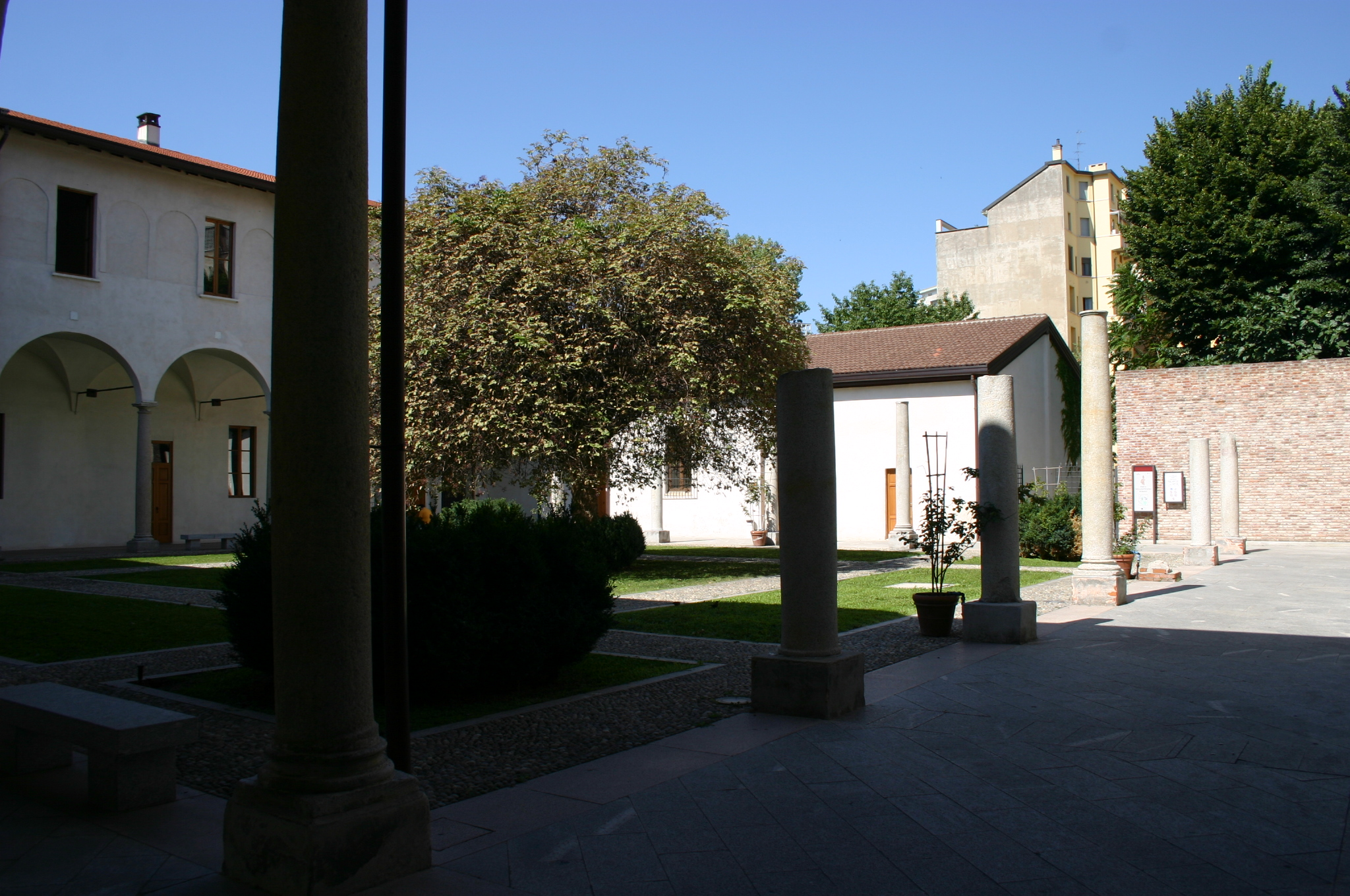
Il chiostro maggiore
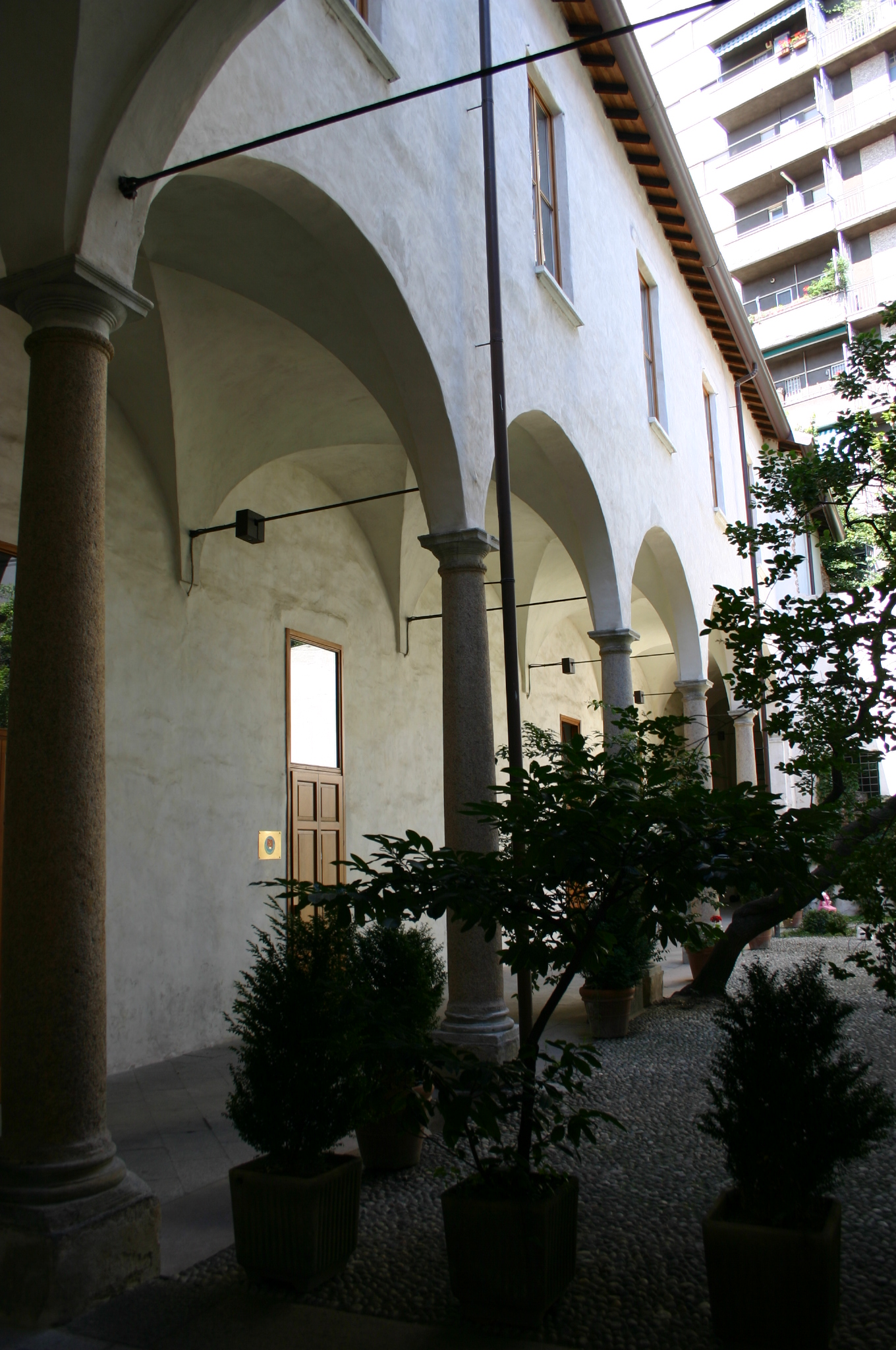
Il chiostrino